# Bloodwych
Bloodwych är ett datorrollspel av typen dungeon crawl som utvecklades av Pete James, Philip Taglione och Anthony Taglione och utgavs av Image Works 1989. Omslaget designades av Chris Achilleos.

## Handling
Landet Trazere styrdes av Bloodwych, en grupp mäktiga magiker. Men en av medlemmarna, en galen magiker vid namn Zendick, använde en dag sina krafter till att döda Bloodwych ledare, the Grand Dragon, dessutom skickade han de andra medlemmarna till astral-planet. Efter detta placerade Zendick magiska kristaller i stora torn, sedan sög kristallerna långsamt liv från landet. Zendick planerar att använda kristallernas energi till att åkalla en furste av kaos, även kallad Entropins härskare. Först skall denna furste omvandla allt till det ursprungliga kaos vi kom ifrån, sedan tänker Zendick bygga upp världsalltet från början. I detta universum kommer allting att vara underställt Zendicks vilja. Den enda chansen att stoppa honom ligger i att finna de magiska kristaller som Zendicks makt vilar på, och sedan förstöra dessa. Dessa kristaller ligger väl dolda. Spelaren är en medlem av Bloodwych, och det är dennes uppdrag att finna och förstöra kristallerna.

## Spelsystem
Bloodwych spelas i förstapersonsperspektiv. Spelaren börjar spelet i en fängelsehåla och måste rekrytera figurer för att bilda ett lag. För att göra detta måste spelaren komma och prata med dem. Man kan rekrytera upp till fyra figurer till sitt lag. Figurerna kan vara av fyra olika klasser, vilka symboliseras med ikoner: spader innebär att en figur är stark och skicklig i strid; hjärta innebär att en figur är en bra diplomat; ruter innebär att en figur är mycket smidig; klöver innebär att en figur är duktig på magi.
Spelet erbjuder ett tvåspelarläge. Skärmen delas då i två och varje spelare kan spela som den vill.
Spelet expanderades senare med tillägget Bloodwych: Data Disks Vol 1.

## Mottagande
Svenska Hemdatornytt ansåg att spelet hade kvalitéer men med brister, och gav spelet 46/100 i genomsnitt. Datormagazin ansåg att Amigaversionen av spelet var för de som var inbitna av den typen av spel, och att spelet borde ha haft de saker som fanns i tillägget från början, och gav spelet 7/10 i betyg. C64-versionen ansågs ha samma spelvärde och funktioner, men att musen ersatts direkt med joystick ansågs göra det hela påfrestande långsamt, även denna version fick 7/10 i betyg.